# Heuliez GX 57
L'Heuliez GX 57 est un autocar interurbain fabriqué et commercialisé par le constructeur français Heuliez Bus et en collaboration avec Volvo et le carrossier Berkhof de 1991 à 1998. La version articulé était également disponible, nommée GX 87. Ils font tous deux partie de la gamme Inter'Bus.
Il a été lancé avec un moteur Diesel Volvo ayant la norme européenne de pollution Euro 0, puis au fil des années sera amélioré jusqu'à la norme Euro 2.

## Historique
Il a été commercialisé entre 1991 et 1998.
- Avril 1991 : lancement du GX 57.
- Janvier 1998 : arrêt définitif du modèle.

### Résumé du GX 57
| Générations                 | Production | Dérivés de chez Heuliez Bus | Modèles similaires                                    |
| --------------------------- | ---------- | --------------------------- | ----------------------------------------------------- |
| Heuliez GX 57 (1991 - 1998) |            | Heuliez GX 87               | Mercedes-Benz O 407 ; Renault Tracer ; Setra S 315 UL |

## Générations
Le GX 57 a été produit avec 3 générations de moteurs Diesel : 
- Euro 0 : construit de 1991 à 1993.
- Euro 1 : construit de 1993 à 1996.
- Euro 2 : construit de 1996 à 1998.

## Caractéristiques

### Dimensions
|                              | Heuliez GX 57                 |
| ---------------------------- | ----------------------------- |
| Longueur                     | 11 990 mm                     |
| Largeur (sans rétroviseurs)  | 2 550 mm                      |
| Hauteur (sans climatisation) |                               |
| Empattement                  | 5 900 mm                      |
| Porte-à-faux                 | AV : 2 600 mm ; AR : 3 490 mm |
| Rayon de braquage            | 9 160 mm                      |
| Angle d’attaque / Fuite      |                               |
| Masse à vide                 |                               |
| P.T.A.C.                     | 18 000 kg                     |
| Capacité*                    | 55 à 59                       |
| Portes                       | 2                             |
| Hauteur du plancher          |                               |
| Réservoir à combustible      |                               |

* = assis uniquement.

### Motorisations
Le GX 57 a eu qu'une seule motorisation diesel modifiée aux fil des années de sa production en fonction des différentes normes européennes de pollution.
- le Volvo DH 10 A (Euro 0 à Euro 2) six cylindres en ligne d'environ 10 litres avec turbocompresseur développant 285 ch.

| Modèle                   | Construction      | Moteur + Nom                        | Norme Euro      | Cylindrée         | Performance                  | Couple               | Vitesse maxi | Consommation + CO2    |
| GX 57 (boîte manuelle 6) | 04/1991 - 01/1998 | 6 cylindres en lignes Volvo DH 10 A | Euro 0 à Euro 2 | 10 000 cm3 (10 L) | 209 kW (285 ch) à ... tr/min | ... N m à ... tr/min | 100 km/h*    | ... l/100 km ... g/km |

* Bridé électroniquement à 100 km/h.

#### Boite de vitesses
Les GX 57 seront équipés d'une boite de vitesses manuelle G7 EGS à 6 rapports.
| Rapport de boîte | Régime de ralenti | Vitesse de croisière | Vitesse maxi | Régime maxi |
| ---------------- | ----------------- | -------------------- | ------------ | ----------- |
| Neutre           | 500 tr/min        | -                    | -            |             |
| 1ère             | -                 | -                    |              |             |
| 2ème             | -                 |                      |              |             |
| 3ème             | -                 |                      |              |             |
| 4ème             | -                 |                      |              |             |
| 5ème             | -                 |                      |              |             |
| 6ème             | -                 | 90 km/h              |              |             |

### Châssis et carrosserie

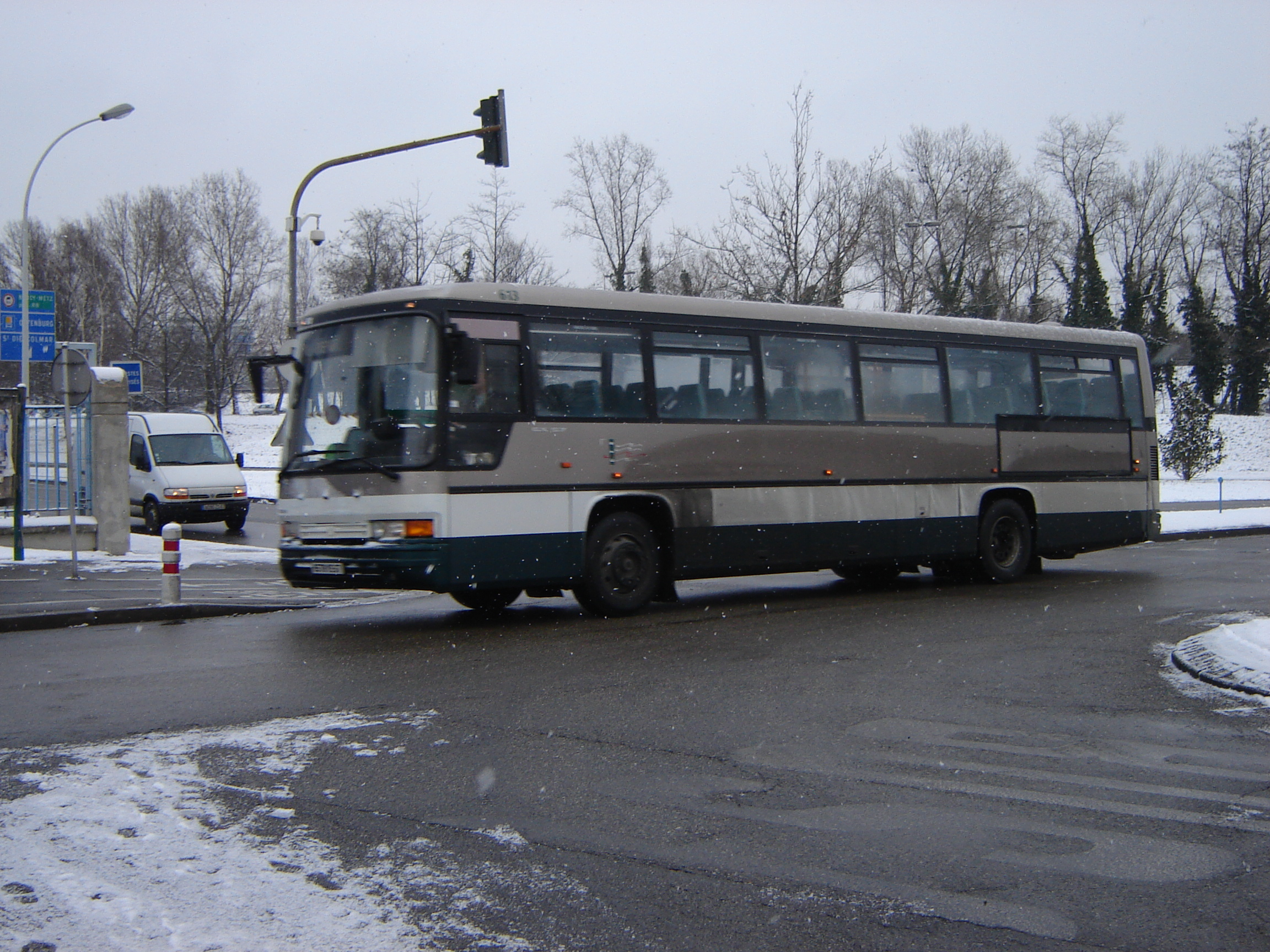
Un GX 57 du réseau CTS, ici à Strasbourg.

Il a été construit sur le châssis du Volvo B10L. Les ossatures d'Heuliez font appel à des tubes et profilés en acier inoxydable ainsi que des matériaux composites pour des éléments de carrosserie et la face avant,.

### Options et accessoires
Vitres athermiques ; Trappes de toit électrique ; Aménagements intérieurs (rideaux, liseuses) ; Climatisation, etc.